# Hochthürmerberg
Der Hochthürmerberg (z. B. auch Hochthürmchen, Hochthürmen oder Hochthürmer genannt) ist ein 499,9 m ü. NHN hoher Berg der Eifel im Kreis Euskirchen in Nordrhein-Westfalen nahe der Grenze zu Rheinland-Pfalz (Deutschland).

## Geographische Lage
Der Hochthürmerberg erhebt sich innerhalb des Ahrgebirges (Ahreifel) südlich des Dorfs Houverath (Kreis Euskirchen, Nordrhein-Westfalen) bzw. nordöstlich des Dorfs Kirchsahr (Landkreis Ahrweiler, Rheinland-Pfalz). Die Grenze beider Bundesländer verläuft etwa entlang der 440-m-Höhenlinie über die südlichen Bergflanken. Ein Nachbarberg des Hochthürmerbergs ist der Hasenberg. 

## Berggipfel und Aussichtspunkte
Auf dem Gipfelplateau befinden sich Überreste eines Ringwalls. Die Gipfelkuppe ist bewaldet und bietet daher keinerlei Aussicht. Vom Streckenabschnitt des Ahr-Venn-Weges, der sich zwischen Kirchsahr und Krälingen befindet, hat man Aussicht zur Hohen Acht, zum Michelsberg, zur Nürburg und sogar zum Scharteberg und Döhmberg. Bei Krälingen hat man eine schöne Sicht in das Gebiet der Mittel- und Unterahr, bei denen besonders der Krausberg sowie der Neuenahrer Berg hervorsticht, sowie auf den benachbarten Hasenberg.